# Outorgante
Outorgante é o interveniente como interessado com escritura pública, promessa, ou qualquer outro contrato.
Outorgante é aquele que concede, enquanto que outorgado é quem recebe.
Quando uma pessoa faz uma procuração, a pessoa outorga poderes para alguém exercê-los em seu nome. Quando transfere-se um direito ou poder para alguém, a pessoa está outorgando. Quando se recebe do governo uma autorização ou alvará para explorar um determinado lugar, o indivíduo está recebendo uma outorga, nesse caso o governo é o outorgante e quem solicita é o outorgado.
Outorgante é um termo jurídico de origem latina usado em contratos de negócios, para designar as partes que intervêm num determinado negócio. Nos contratos, em vez de  se citar o nome das partes ao longo do texto, usam-se os termos 1ª Outorgante ou 2ª Outorgante, para designar uma e outra parte (contratante e contratado).